# ناتشيت كورانلو
ناتشيت كورانلو (بالفارسية: ناچیت کورانلو) هي منطقة سكنية تقع في قسم تشاراويماق المركزي في إيران. يقدر عدد سكانها بـ 153 نسمة .